# Шишко Андрій Васильович
Шишко Андрій Васильович (1918 — 28 жовтня 1942) — командир ескадрильї 2-го винищувального авіаційного полку (226-а змішана авіаційна дивізія, 8-ма Повітряна армія, Сталінградський фронт).

## Біографія
Народився 1918 року в селі Добротове (Кролевський район Сумської області України). З 1938 року до лав Червоної Армії, покликаний за спеціальним набором. Закінчив військову авіаційну школу льотчиків. Служив у стройових частинах ВПС Київського Особливого військового округу.
З 22 червня 1941 молодший лейтенант А. В. Шишко в діючій армії. Воював у складі 2-го ІАП на Південно-Західному та Сталінградському фронтах. Пройшов шлях від командира ланки до командира ескадрильї. Літав на І-16, ЛаГГ-3, Як-1.
28 жовтня 1942 року командир ескадрильї 2-го винищувального авіаційного полку (226-а змішана авіаційна дивізія, 8-а Повітряна армія, Сталінградський фронт) старший лейтенант А. В. Шишко загинув у повітряному бою. Усього здійснив понад 100 бойових вильотів, у повітряних боях збив особисто 5 та у складі групи 6 літаків противника. Похований у селі Рахінка (Сталінградська область).

## Нагороди
Нагороджений орденами: Леніна (19.07.1942), Червоного Прапора (29.12.1941).

## Список відомих повітряних перемог А.В.Шишко
| Дата       | Противник                                  | Місце падіння літака або проведення повітряного бою | Свій літак |
| ---------- | ------------------------------------------ | --------------------------------------------------- | ---------- |
| 17.05.1942 | 1 Ме-109                                   | район Харкова                                       | ЛаГГ-3     |
| 18.05.1942 | 1 Ме-109 1 Ю-88(в парі)                    | район Харкова                                       | ЛаГГ-3     |
| 19.05.1942 | 1 Ю-87 1 Ю-88(в групі)                     | район Харкова                                       | ЛаГГ-3     |
| 21.05.1942 | 1 Ме-109 1Ме-109(в парі)                   | район Харкова                                       | ЛаГГ-3     |
| 29.05.1942 | 1 Ме-109(в парі)                           | Чепель                                              | ЛаГГ-3     |
| 20.08.1942 | 1 Ме-109(в групі) 1 Ме-109(в групі) 1 Ю-88 | Верхня Ахтуба Нижнє-Погромне Бекетовка              | Як-1       |